# KINAKO
KINAKO（きなこ、1982年1月12日 - ）は、日本のナレーター。京都府出身。身長168cm。所属事務所はキャラ。本名は“木村佳奈子”。

## 人物
- 京都府立洛西高等学校卒業[1]。
- 代々木アニメーション学院大阪本部校で非常勤講師をしている。
- 機械音痴で忘れ物が多い事をしばしばネタにしている。
- 株式会社キャラの公演『キャラふるわんだーらんど』では振付を担当している。

## 出演

### テレビ番組
- KBS京都「ぽじポジたまご」（リポーター）

### TV
- びわ湖放送「みんなで一緒にあがりゃんせ」（リポーター）
- 近鉄ケーブルネットワーク「KパラNEXT」（リポーター）
- K-CAT 「ニュースK」（リポーター）

### CMナレーション
- 関西電力
- 梅花女子大学
- 中国銀行
- アシックス
- 京阪モール
- 吉備国際大学
- イオンモール倉敷
- MBS新世代漫才アワード
- 大阪市
- アバンティーバーゲン告知
- ロート製薬
- ダスキン
- CCレモン

### CMソング
- イチロクタルト

### VP
- 朝日新聞スクラップ講習会（ナレーション、出演）
- 大成建設（ナレーション）
- 桃山学院大学（出演）

### ラジオ
- FM尼崎「aiaiみゅ〜じっくぱれ〜ど♪」（パーソナリティ）
- FM滋賀「Rookies」（パーソナリティー）
- FM滋賀「charge」（パーソナリティー）
- FM滋賀「e-joy」（パーソナリティー）

### アニメ
- 知りたい聞きたいもも丸くん（鬼世美）

### トークショウ
- 矢野顕大
- YOU
- 月亭八光
- 杉本彩
- 椿鬼奴
- 石田純一
- 品川祐
- マリエ
- より子ライブ
- ケンドーコバヤシ
- 蓬莱大介

### イベントMC
- NMB48記者会見
- よしもと爆笑ライブ
- MBS新世紀漫才アワード
- M-1戦士てんこもり爆笑ライブ
- ジャルジャルDVD発売記念
- 新人お笑い尼崎大賞
- 読売ファミリーカラオケ歌謡選手権
- ロボットショウ
- マツバラマルシェ
- 沖縄MICEセミナー
- メルパルクホール一千人の第九
- 名谷祭り
- クラッセ夏祭り
- 三淀祭り
- 十三ジャズ
- 読売医療セミナー
- 清水福祉会城東コスモス苑竣工式
- 光水風フォーラム
- ビューティフルエイジングフェスタ
- パピオスあかしクリスマスツリー点灯式

### CM
- URニュータウン(スーツアクター)

### 舞台
- 北島三郎特別公演(よさこいソーラン娘)
- 小学校巡回公演「ワンダーポケット」
- ミュージカル「ムーライトチルドレン」
- 神戸アートビレッジセンタープロデュース「嗚呼、私の探偵は!」(歌姫)
- 昭和食堂(佐智子)

### その他
- スキージャム勝山(ゲレンデナビゲーター)
- 関西電力トータルソリュウション蓄熱フェア(エコキューティーズ)
- 速水けんたろうコンサート(バックダンサー)
- おもしろ科学館(博士)
- サウンドスプラッシュグランドチャンピオン大会(歌)